# Charade
 (mars 2023).
Pour les articles homonymes, voir Charade (homonymie).

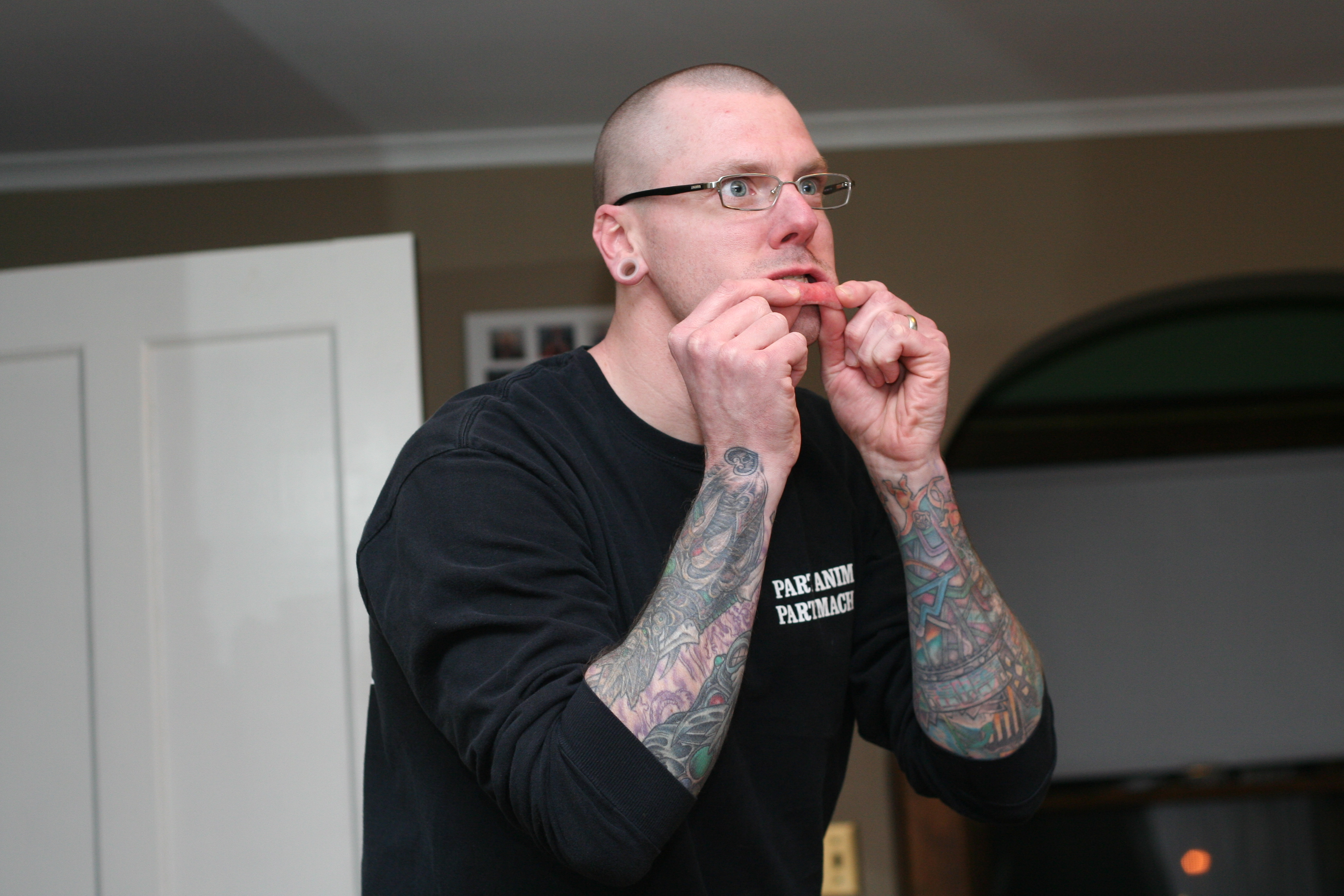
Homme jouant à une charade.

Une charade est une forme de devinette qui combine les jeux de mots et la phonétique.

## La charade classique
Dans sa forme la plus simple, la charade consiste à deviner en plusieurs mots que l'on définit l'un après l'autre.
Exemple :
- Mon premier est un animal,
- Mon second est une anse,
- Mon tout est une devinette.

Solution : chat - rade → charade.
Également un grand classique, figurant notamment dans Astérix gladiateur comme exemple humoristique de manque d'inspiration de la partie :
- Mon premier ouvre les portes,
- Mon second se boit,
- Mon troisième garde les moutons,
- Jules César aime bien mon tout.

Solution : clé - eau - pâtre → Cléopâtre.
Autre exemple :
- Mon premier est un oiseau,
- Mon second est un conseil que donnait Alexandre Dumas fils à son père pour l'inciter à montrer l'heure à ses domestiques à travers le trou de la serrure,
- Mon tout est un cri de désespoir que l'on pousse quand on a perdu un objet précieux en Eure-et-Loir.

Solution : geai — Père Dumas, montre à nos gens l'heure au trou. → J'ai perdu ma montre à Nogent-le-Rotrou !.
Il existe des formes plus ou moins compliquées, en ajoutant des calembours à différents niveaux, en voici quelques exemples :

## La charade simple
- Mon premier est bavard,
- Mon second est un oiseau,
- Mon troisième est du chocolat,
- Mon tout est un délicieux gâteau.

Solution : bavard - oiseau - chocolat → bavaroise au chocolat.
Ou bien
- Mon premier est vert,
- Mon second est bleu,
- Mon tout est précieux.

Solution : pré - cieux → précieux.

## La charade avec accent ou défaut de prononciation
- Mon premier est un poisson,
- Mon second est un arbre fruitier,
- Mon tout est un roi de France.

Solution : anchois - pommier → François Premier, à prononcer la bouche pleine !
La célèbre charade alsacienne (à prononcer avec l'accent) :
- Mon premier est un serpent,
- Mon deuxième se trouve sur les toits,
- Mon tout se trouve dans les garages en Alsace.

Solution: python - tuile → Bidon d'huile.
- Mon premier couvre les lampes,
- Mon second est un département français,
- Mon tout est une formule de politesse.

Solution : abat-jour - Meurthe-et-Moselle → « Ah, bonjour Mademoiselle! » (accent alsacien avec la bouche pleine ?)
Plus élaboré sur la même idée
- Mon premier est sur une lampe
- Mon deuxième est sur le front de Riquet
- Mon troisième est dans la bouche d'un bébé
- Mon quatrième habite le grand Nord
- Mon tout est un oiseau rapace

Solution :  L'Aigle noir (parce que abat-jour - houpette - tétine - Inuit → « Un beau jour / Ou peut-être une nuit »)

## La charade répétitive
- Mon premier est une salade,
- Mon second est une salade,
- Mon troisième est une salade,
- Mon quatrième est une salade,
- Mon cinquième est une salade,
- Mon sixième est une salade,
- Mon septième est une salade,
- Mon huitième est une salade,
- Mon tout est un écrivain.

Solution : les huit scaroles → Lewis Carroll.
Autre exemple : 
- Mon premier est un accapareur,
- Mon second est un accapareur,
- Mon troisième est un accapareur,
- Mon quatrième est un accapareur,
- Mon cinquième est un accapareur,
- Mon tout est ce qui se produit lorsque l'on a une gastro-entérite.

Solution : Cinq accapareurs → Cinq cacas par heure.
Ou encore : 
- Mon premier est une boisson,
- Mon second est une boisson,
- Mon troisième est une boisson,
- Mon tout est une boisson.

Solution : café - eau - lait → café au lait.

## La charade à tiroirs
- Mon premier va çà et là
- Mon second est employé des Postes,
- Mon troisième ne rit pas jaune,
- Mon quatrième n'est pas rapide.
- Mon tout est le plus célèbre auteur de charades à tiroirs.

- Solution: Vic - Tor - Hu - Go → Victor Hugo.

Mon premier est Vic car le Vic erre (le Vicaire ). Mon second est Tor car Tor est facteur (Torréfacteur). Mon troisième est Hu car Hu rit noir (Urinoir). Mon quatrième est Go car Go est lent (Goéland).
De la même inspiration
- Mon premier est un assassin,
- Mon second est un assassin,
- Mon troisième ne rit pas jaune,
- Mon quatrième regarde,
- Mon tout est le plus célèbre auteur de charades à tiroirs.

Solution: Vic - Tor - Hu - Go → Victor Hugo.
Mon premier est Vic car Vic tue Aille (Victuailles). Mon second est Tor car Tor tue (Tortue). Mon troisième est Hu car Hu rit noir (Urinoir). Mon quatrième est Go car Go guette (Goguette).
Et, de Victor Hugo lui-même, cet exemple désuet :
- Mon premier a été volé,
- Mon second se remplit comme une pipe,
- Mon troisième vaut cent sous,
- Mon tout est un véhicule.

Solution : Til-Bu-Ri → Tilbury, car Alcali vola Til (alcali volatil), Bu c’est Fal et Fal se bourre (bucéphale et Phalsbourg), Ri vaut Li, Li c’est cinq louis, et cinq louis, c’est cent sous (Rivoli, lycée Saint-Louis).

## La charade répétitive à tiroirs, doublée d'un calembour
- Mon premier est une rondelle de salami sur un boomerang,
- Mon deuxième est une rondelle de salami sur un boomerang,
- Mon troisième est une rondelle de salami sur un boomerang,
- Mon quatrième est une rondelle de salami sur un boomerang,
- Mon cinquième est une rondelle de salami sur un boomerang,
- Mon sixième est une rondelle de salami sur un boomerang,
- Mon tout est une saison.

Solution : C'est le printemps, car les hirondelles (les six rondelles) reviennent.